# Benedito Piston
Benedito Raimundo Silva, conhecido artisticamente pelo pseudônimo Benedito Piston (Maceió, 31 de agosto de 1859 — Maceió, 14 de maio de 1921), foi um pistonista, compositor e mestre de banda de música popular brasileira.

## Obras
- Hino alagoano[1]
- Os boêmios[1]